# Andrzej Matlak
Andrzej Matlak (ur. 1965) – polski prawnik, profesor nauk prawnych.

## Życiorys
W 1991 r. ukończył studia prawa na Uniwersytecie Jagiellońskim, w 1997 r. obronił pracę doktorską pt. Telewizja kablowa w świetle prawa autorskiego, której promotorem był prof. Ryszard Markiewicz, w 2003 r. habilitował się na podstawie pracy zatytułowanej Prawo autorskie w europejskim prawie wspólnotowym. W 2011 r. uzyskał tytuł profesora nauk prawnych.
Został zatrudniony na Uniwersytecie Jagiellońskim, oraz należy do Rady Dyscypliny Naukowej - Nauk Prawnych UJ.